# Miss Grand España 2021
Miss Grand España 2021 o Miss Grand Spain 2021 será la 5.ª edición del certamen Miss Grand España correspondiente al año 2021. La cual se llevará a cabo en el Garbo’s Teatro Musical , Bahía Feliz, Gran Canaria. Candidatas de 27 provincias y comunidad autónoma de España competirán por el título. Al final del certamen, Ainara De Santamaría, Miss Grand España 2019, de Cantabria coronó a su sucesora, Alba Dunkerbeck que representó a Costa Canaria.

## Resultados
| Posiciones              | Candidata |
| ----------------------- | --- |
| Miss Grand España 2021  | - Costa Canaria - Alba Dunkerbeck                                                                                 |
| Primera Finalista       | - Santa Cruz de Tenerife - Corina Mrazek                                                                          |
| Segunda Finalista       | - Granada - Luisa Victoria                                                                                        |
| Tercera Finalista       | - Cádiz - Clara Navas                                                                                             |
| Cuarta Finalista        | - Extremadura - Jeannette García                                                                                  |
| Semifinalistas (Top 9)  | - Andalucía - Jana Ros - Córdoba - Celia Torres - Costa de la Luz - María Romanco - Tarragona - Ainhoa González   |
| Semifinalistas (Top 13) | - Costa del Sol - Mora Guardamagna - Huelva - Luján Monteso - Navarra - Dori Rodríguez - Palencia - Aitana Benito |

## Candidatas
27 candidatas han sido confirmadas para participar en Miss Grand España 2021:

(En la lista se utiliza su nombre completo, los sobrenombres van entrecomillados y los apellidos utilizados como nombre artístico, entre paréntesis; fuera de ella se utilizan sus nombres «artísticos» o simplificados).
| Candidatas que representan a la provincia - Almería – Janire de la Iglesia - Asturias – Elisabet Mercedes Cid Vasylenko - Baleares – Dunia Cortés Bouriah - Barcelona – Kethely Gomes Da Silva - Cádiz – Clara Navas Lora - Ciudad Real – Andrea Sáez Martín - Córdoba – Celia Torres - Granada – Luisa Victoria Malz - Huelva – Luján Monteso - Jaén – Sandra Nevado Nieto - Las Palmas – Alexandra Del Valle Da Silva Sosa - Madrid – Elisabet Mercedes Cid Vasylenko - Málaga – Alexandra Cucu - Palencia – Aitana Benito - Santa Cruz de Tenerife – Corina Mrazek González - Sevilla – Cynthia Carrasco Rosado - Tarragona – Ainhoa González Pérez | Candidatos que representan a la Comunidad autónoma - Andalucía – Jana Ros - Extremadura – Jeannette Garcia Fernandez - Galicia – Luisa María - Navarra – Dori Rodríguez Zubiri - País Vasco – Sara Lahidalga Beneitez Candidatos que representan a la Ciudad, Subregión y Otra - Atlántico – Lucía González Rodríguez - Costa Canaria – Alba Dunkenberck - Costa de la Luz – María Romanco Rivero - Costa del Sol – Mora Guardamagna - Costa Gallega – Iasmin Aguiar |